# Jan Bartoszek
Jan Bartoszek (ur. 9 czerwca 1979) – polski duchowny rzymskokatolicki, doktor habilitowany teologii, Asystent Kościelny Akcji Katolickiej Diecezji Tarnowskiej (od 2010), dyrektor Radia Diecezjalnego RDN Małopolska i RDN Nowy Sącz (od 2020).

## Życiorys
Pochodzi z parafii Bruśnik. Po maturze wstąpił do Wyższego Seminarium Duchownego w Tarnowie, a po ukończeniu studiów filozoficzno-teologicznych otrzymał święcenia kapłańskie z rąk bpa Wiktora Skworca 29 maja 2004 roku. W 2013 r. uzyskał stopień doktora teologii w Uniwersytecie Papieskim Jana Pawła II w Krakowie Sekcja w Tarnowie na podstawie rozprawy pt. Soborowa idea związku natury i misji prezbiteratu w świetle polskiej myśli teologicznej napisanej pod kierunkiem ks. dra hab. Henryka Szmulewicza, prof. UPJPII. Natomiast w 2020 r. uzyskał tamże stopień doktora habilitowanego nauk teologicznych. 
Był wicedyrektorem Wydziału Duszpasterstwa Ogólnego Kurii Diecezjalnej w Tarnowie, redaktorem "Materiałów Homiletycznych”, członkiem Diecezjalnej Komisji Kaznodziejskiej oraz współredaktorem ogólnopolskich materiałów formacyjnych dla Akcji Katolickiej. Podczas Jubileuszu Miłosierdzia papież Franciszek mianował go Misjonarzem Miłosierdzia.
Jest członkiem Stowarzyszenia Pastoralistów Polskich i Komisji Duszpasterstwa Konferencji Episkopatu Polski. Od 2010 roku jest Asystentem Kościelnym Akcji Katolickiej Diecezji Tarnowskiej. Od 2020 r. pełni także obowiązki dyrektora Diecezjalnego Radia RDN Małopolska i RDN Nowy Sącz oraz diecezjalnego duszpasterza parlamentarzystów i samorządowców. Wraz z Akcją Katolicką prowadzi Uniwersytet Nauczania Społecznego Jana Pawła II. Jest również postulatorem procesu beatyfikacyjnego ks. Bernardyna Dziedziaka – byłego proboszcza z Ujanowic. 

## Odznaczenia i wyróżnienia
- Złoty Krzyż Zasługi (2025)[6]
- Medal "Za dzieło apostolstwa" (2020)[7]

## Wybrane publikacje
- Maryja ożywiona Duchem Świętym. Czytanki majowe, Tarnów 2019
- Miłość przypieczętowana krwią. Ksiądz Jan Czuba: życie-świadectwo-męczeństwo, Tarnów 2018
- Idźcie i głoście. Ambony Diecezji Tarnowskiej, Tarnów 2017
- Litania maryjna św. Jana Pawła II. Rozważania maryjne, Tarnów 2014
- Różaniec - łańcuch, który łączy ludzi z Bogiem. Impuls dla ożywienia Róż Żywego Różańca, Tarnów 2014[8]